# ベネディクト・ウェブ・ルビンの方程式
ベネディクト・ウェブ・ルビンの方程式（ベネディクト・ウェブ・ルビンのほうていしき、英: Benedict–Webb–Rubin equation）は、マンソン・ベネディクト、G.B.ウェブ、およびL.C.ルビンによって開発された流体力学で使用される状態方程式である。この3人の研究者は、
M.W.ケロッグ社の研究所で、ビーッティー・ブリッジマンの状態方程式を再構成し、実験的に決定される定数の数を8つに増加させた。

## ベネディクト・ウェブ・ルビンの方程式の原型
{\displaystyle P=\rho RT+\left(B_{0}RT-A_{0}-{\frac {C_{0}}{T^{2}}}\right)\rho ^{2}+\left(bRT-a\right)\rho ^{3}+\alpha a\rho ^{6}+{\frac {c\rho ^{3}}{T^{2}}}\left(1+\gamma \rho ^{2}\right)\exp \left(-\gamma \rho ^{2}\right)}
ここで、{\displaystyle \rho }はモル密度である。

## ベネディクト・ウェブ・ルビン・スターリングの方程式
オクラホマ大学の、ケニス E. スターリングによって、ベネディクト・ウェブ・ルビンの方程式が修正された。この修正は、より正確な状態方程式を得ることを目的としている。
{\displaystyle P=\rho RT+\left(B_{0}RT-A_{0}-{\frac {C_{0}}{T^{2}}}+{\frac {D_{0}}{T^{3}}}-{\frac {E_{0}}{T^{4}}}\right)\rho ^{2}+\left(bRT-a-{\frac {d}{T}}\right)\rho ^{3}+\alpha \left(a+{\frac {d}{T}}\right)\rho ^{6}+{\frac {c\rho ^{3}}{T^{2}}}\left(1+\gamma \rho ^{2}\right)\exp \left(-\gamma \rho ^{2}\right)}
ここで、{\displaystyle \rho }はモル密度である。この方程式における11個の混合パラメータ（{\displaystyle B_{0}}、{\displaystyle A_{0}}など）は、以下の関係式を用いて計算される。
{\displaystyle {\begin{aligned}&A_{0}=\sum _{i}\sum _{j}x_{i}x_{j}A_{0i}^{1/2}A_{0j}^{1/2}(1-k_{ij})\\&B_{0}=\sum _{i}x_{i}B_{0i}\\&C_{0}=\sum _{i}\sum _{j}x_{i}x_{j}C_{0i}^{1/2}C_{0j}^{1/2}(1-k_{ij})^{3}\\&D_{0}=\sum _{i}\sum _{j}x_{i}x_{j}D_{0i}^{1/2}D_{0j}^{1/2}(1-k_{ij})^{4}\\&E_{0}=\sum _{i}\sum _{j}x_{i}x_{j}E_{0i}^{1/2}E_{0j}^{1/2}(1-k_{ij})^{5}\\&\alpha =\left[\sum _{i}x_{i}\alpha _{i}^{1/3}\right]^{3}\\&\gamma =\left[\sum _{i}x_{i}\gamma _{i}^{1/2}\right]^{2}\\&a=\left[\sum _{i}x_{i}a_{i}^{1/3}\right]^{3}\\&b=\left[\sum _{i}x_{i}b_{i}^{1/3}\right]^{3}\\&c=\left[\sum _{i}x_{i}c_{i}^{1/3}\right]^{3}\\&d=\left[\sum _{i}x_{i}d_{i}^{1/3}\right]^{3}\end{aligned}}}
ここで、{\displaystyle i}と{\displaystyle j}は成分の指数であり、総和はすべての成分について計算される。また、{\displaystyle B_{0i}}、{\displaystyle A_{0i}}などは、{\displaystyle i}番目の成分に対する純物質のパラメータであり、{\displaystyle x_{i}}は{\displaystyle i}番目の成分のモル分率、{\displaystyle k_{ij}}は、相互作用パラメータである。
スターリングの著書『Fluid Properties for Light Petroleum Systems』には、15種類の物質についての各種パラメータの値が記載されている。

## 修正ベネディクト・ウェブ・ルビンの方程式（mBWR）
ヤコブセン（Jacobsen）とスチュワート（Stewart）によるベネディクト・ウェブ・ルビンの方程式のさらなる修正は次の通りである。
{\displaystyle P=\sum _{n=1}^{9}a_{n}\rho ^{n}+\exp \left(-\gamma \rho ^{2}\right)\sum _{n=10}^{15}a_{n}\rho ^{2n-17}}
ここで、この修正形において、γは{\displaystyle \gamma =1/\rho _{c}^{2}}（臨界密度の2乗の逆数）として定義される。
その後、ベネディクト・ウェブ・ルビンの方程式は進化し、1987年にヤングラブ（Younglove）とエリー（Ely）によって32項の数式が開発された。この数式では、数値パラメータが基準流体の経験的データにフィットするように決定されている。その他の流体については、減少温度（Reduced Temperature）と減少密度（Reduced Density）を用いることで記述される